# Cáchira
Cáchira – miasto w Kolumbii, w departamencie Norte de Santander.